# Gyomaendrődi járás
A Gyomaendrődi járás Békés vármegyéhez tartozó járás Magyarországon, amely 2013-ban jött létre. Székhelye Gyomaendrőd. Területe 686,21 km², népessége 23 529 fő, népsűrűsége 34 fő/km² volt a 2012. évi adatok szerint. Két város (Gyomaendrőd és Dévaványa) és 3 község tartozik hozzá.
A Gyomaendrődi járás szigorúan véve a 2013-ban újonnan létrehozott járások közé tartozik, előzményének tekinthető azonban az egykori Gyomai járás, mely 1966-ban szűnt meg, és székhelye az állandó járási székhelyek kijelölése (1886) óta mindvégig Gyoma volt.

## Települései
| Település     | Rang (2013. július 15.) | Kistérség (2013. január 1.) | Népesség (2012. január 1.) | Terület (km²) |
| ------------- | ----------------------- | --------------------------- | -------------------------- | ------------- |
| Gyomaendrőd   | járásszékhely város     | Szarvasi                    | 13 674                     | 303,94        |
| Dévaványa     | város                   | Szeghalomi                  | 7 622                      | 216,55        |
| Csárdaszállás | község                  | Békési                      | 442                        | 54,16         |
| Ecsegfalva    | község                  | Szeghalomi                  | 1 157                      | 78,99         |
| Hunya         | község                  | Szarvasi                    | 634                        | 32,57         |